# Tanya Lopert
Tanya Louise Lopert (New York, 19 giugno 1942) è un'attrice francese attiva nel cinema, in teatro e in televisione.

## Biografia
Figlia del produttore e distributore cinematografico Ilya Lopert, iniziò la carriera come attrice nel 1961 – dopo una prima comparsa a tredici anni in un film diretto da David Lean – partecipando a una settantina di pellicole e suddividendosi tra il cinema francese e quello italiano: lavora tra gli altri con Federico Fellini, Marco Ferreri, Alessandro Blasetti, Claude Lelouch, Alain Resnais ed Édouard Molinaro.
Sui palcoscenici teatrali debutta nel 1972 diretta da Raymond Rouleau, Andréas Voutsinas ed altri, interpretando autori del calibro di Tennessee Williams, Terrence McNally e August Strindberg. Dal 2005 traduce, adatta e cura la regia di testi teatrali di autori contemporanei come Simon Stephens, Eve Ensler e Polly Stenham. Sul piccolo schermo invece le sue apparizioni sono più saltuarie in qualche film e serie televisiva. È stata sposata con il produttore Jean-Louis Livi (nipote di Yves Montand), dal quale ha divorziato.

## Filmografia
- Tempo d'estate (Summertime), regia di David Lean (1955)
- Momento selvaggio (Au bout de la nuit), regia di Jack Garfein (1961)
- Jessica (La Sage-femme, le curé et le bon Dieu), regia di Oreste Palella e Jean Negulesco (1962)
- Arrivano i titani, regia di Duccio Tessari (1962)
- Il peccato (Noche de verano), regia di Jorge Grau (1963)
- Anthar l'invincibile, regia di Antonio Margheriti (1963)
- Due uomini in fuga... per un colpo maldestro (Une souris chez les hommes), regia di Jacques Poitrenaud (1964)
- Caccia al maschio (La chasse à l'homme), regia di Édouard Molinaro (1964)
- Vagone letto per assassini (Compartiment tueurs), regia di Costa-Gavras (1964)
- Lady L, regia di Peter Ustinov (1965)
- La belva di Düsseldorf (Le vampire de Dusseldorf), regia di Robert Hossein (1965)
- Ciao Pussycat (What's new Pussycat), regia di Clive Donner (1965)
- Un mondo nuovo (Un monde nouveau), regia di Vittorio De Sica (1966)
- Navajo Joe, regia di Sergio Corbucci (1966)
- Rita la zanzara, regia di Lina Wertmüller (1966)
- La ragazza del bersagliere, regia di Alessandro Blasetti (1967)
- Una notte per cinque rapine (Mise à sac), regia di Alain Cavalier (1967)
- Scusi, facciamo l'amore?, regia di Vittorio Caprioli (1968)
- Les Gauloises bleues, regia di Michel Cournot (1968)
- Non tirate il diavolo per la coda (Le diable par la queue), regia di Philippe de Broca (1968)
- Il ladro di crimini (Le voleur de crimes), regia di Nadine Trintignant (1968)
- L'américain, regia di Marcel Bozzuffi (1969)
- Les femmes, regia di Jean Aurel (1969)
- Fellini Satyricon, regia di Federico Fellini (1969)
- Lettera aperta a un giornale della sera, regia di Francesco Maselli (1970)
- On est toujours trop bon avec les femmes, regia di Michel Boisrond (1970)
- Un peu, beaucoup, passionément..., regia di Robert Enrico (1971)
- La via del rhum (Boulevard du rhum), regia di Robert Enrico (1971)
- L'odore delle belve (L'odeur des fauves), regia di Richard Balducci (1971)
- I racconti romani di una ex novizia, regia di Pino Tosini (1972)
- Una giornata amara (Rude journée pour la reine), regia di René Allio (1973)
- Attenti agli occhi, attenti al... (Attention les yeux !), regia di Gérard Pirès (1976)
- Le jeu du solitaire, regia di Jean-François Adam (1976)
- Les naufragés de l'île de la Tortue, regia di Jacques Rozier (1976)
- Providence, regia di Alain Resnais (1977)
- La Zizanie, regia di Claude Zidi (1978)
- Once in Paris..., regia di Frank Gilroy (1978)
- Le mouton noir, regia di Jean-Pierre Moscardo (1979)
- Cherchez l'erreur..., regia di Serge Korber (1980)
- Storie di ordinaria follia, regia di Marco Ferreri (1981)
- Un giorno sul set (Qu'est-ce qu'on attend pour être heureux!), regia di Coline Serreau (1982)
- T'empêches tout le monde de dormir, regia di Gérard Lauzier (1982)
- Storia di Piera, regia di Marco Ferreri (1983)
- L'amico di Vincent (L'ami de Vincent), regia di Pierre Granier-Deferre (1983)
- Édith et Marcel, regia di Claude Lelouch (1983)
- P'tit con, regia di Gérard Lauzier (1984)
- Viva la vita (Viva la vie), regia di Claude Lelouch (1984)
- Ni avec toi ni sans toi, regia di Alain Maline (1985)
- L'homme aux yeux d'argent, regia di Pierre Granier-Deferre (1985)
- Un uomo, una donna oggi (Un homme et une femme : vingt ans déjà), regia di Claude Lelouch (1986)
- L'enigma di Rue Martin 98 (serie TV), regia di Jean Delannoy (1986)
- La petite allumeuse, regia di Danièle Dubroux (1987)
- Les Innocents, regia di André Téchiné (1987)
- Contrainte par corps, regia di Serge Leroy (1988)
- Qualche giorno con me (Quelques jours avec moi), regia di Claude Sautet (1988)
- Doux amer, regia di Franck Apprederis (1989)
- Le ragioni del cuore (Wait until spring, Bandini), regia di Dominique Deruddere (1989)
- Ci sono dei giorni... e delle lune (Il y a des jours... et des lunes), regia di Claude Lelouch (1990)
- Sotto il cielo di Parigi (Le ciel de Paris), regia di Michel Béna (1991)
- Pas d'amour sans amour!, regia di Evelyne Dress (1993)
- Cet amour-là, regia di Josée Dayan (2001)
- Cause toujours!, regia di Jeanne Labrune (2004)
- I tempi che cambiano (Les temps qui changent), regia di André Téchiné (2004)
- Carnage, regia di Roman Polański (2011)
- L'Homme qu'on aimait trop, regia di André Téchiné (2014)
- L'Indomptée, regia di Caroline Deruas (2016)
- Il mio Godard (Le redoutable), regia di Michel Hazanavicius (2017)
- Sales Gosses, regia di Frédéric Quiring (2017)